# Jamie Gillan
Jamie Gillan (Arbroath, 4 luglio 1997) è un giocatore di football americano scozzese che milita nel ruolo di punter per i New York Giants della National Football League (NFL).

## Carriera

### Cleveland Browns
Dopo non essere stato scelto nel Draft NFL 2019, Gillan firmò con i Cleveland Browns. Il 31 agosto 2019 fu nominato punter titolare dei Browns al posto del veterano Britton Colquitt.
Nel secondo turno, Gillan calciò sei punt, di cui cinque nelle 20 yard avversarie, nella vittoria per 23–3 sui New York Jets, venendo premiato come miglior giocatore degli special team della AFC della settimana. Dopo 11 punt nelle 20 yard avversarie e avere concesso solo 19 yard su ritorno di punti, Gillan fu premiato come miglior giocatore degli special team della AFC del mese di settembre. Concluse la sua prima stagione con 63 punt per 2.913 yard, venendo inserito nella formazione ideale dei rookie dalla Pro Football Writers of America.
Gillan fu inserito nella lista riserve/COVID-19 il 30 luglio 2020, e tornò attivo quattro giorni dopo.
Gillan fu svincolato dai Browns il 22 dicembre 2021.

### Buffalo Bills
Il 24 dicembre 2021 Gillan firmò con la squadra di allenamento dei Buffalo Bills.

### New York Giants
Il 7 febbraio 2022 Gillan firmò un contratto da riserva con i New York Giants. Durante una gara di pre-stagione fu costretto a calciare anche i field goal a causa di un infortuno di Graham Gano. Alla fine del training camp riuscì ad entrare nel roster per l'inizio della stagione regolare.
Il 12 dicembre 2022, nella gara contro i Philadelphia Eagles, a Gillan fu fischiata una rara penalità per un calcio illegale. Mentre stava di calciare un punt, gli sfuggì lo snap e calciò il pallone dopo che era rimbalzato a terra, una cosa ammessa nei field goal ma non nei punt.
Il 13 marzo Gillan firmò un'estensione contrattuale biennale da 4 milioni di dollari con i Giants.

## Palmarès
- Giocatore degli special team della AFC del mese: 1

settembre 2019
- PFWA All-Rookie Team - 2019